# Pré-Saint-Évroult
Pré-Saint-Évroult – miejscowość i gmina we Francji, w Regionie Centralnym, w departamencie Eure-et-Loir.
Według danych na rok 1990 gminę zamieszkiwało 291 osób, a gęstość zaludnienia wynosiła 14 osób/km² (wśród 1842 gmin Regionu Centralnego Pré-Saint-Évroult plasuje się na 850. miejscu pod względem liczby ludności, natomiast pod względem powierzchni na miejscu 634.).